# Loft (film, 2005)
Pour les articles homonymes, voir Loft (homonymie).
Pour plus de détails, voir Fiche technique et Distribution.
Loft (ロフト, Rofuto) est un film japonais réalisé par Kiyoshi Kurosawa, sorti en 2005.

## Synopsis
Une jeune femme, Reiko, écrivain à succès, quitte Tokyo et s'installe à la campagne. Elle est confrontée à des évènements étranges.

## Fiche technique
- Titre : Loft
- Titre original : ロフト, Rofuto
- Réalisation : Kiyoshi Kurosawa
- Scénario : Kiyoshi Kurosawa
- Pays d'origine : Japon
- Langue : japonais
- Format : Couleurs - 1,85:1 - Dolby - 35 mm
- Genre : Horreur
- Durée : 115 minutes
- Date de sortie : 2005

## Distribution
- Miki Nakatani : Reiko Hatuna
- Etsushi Toyokawa : Makoto Yoshioka
- Hidetoshi Nishijima : Koichi Kijima
- Yumi Adachi : Aya
- Sawa Suzuki : Megumi Nonomura
- Haruhiko Katô : Murakami
- Ren Ōsugi : Hino